# Mosquée de Fehrad-bey
La mosquée de Fehrad-bey, également connue sous le nom de Ferhadija džamija, est située en Bosnie-Herzégovine, sur le territoire de la Ville de Sarajevo. Construite en 1561 et 1562, elle est inscrite sur la liste des monuments nationaux de Bosnie-Herzégovine.